# Copa Sudamericana 2016
Navigation
Édition précédente Édition suivante
La Copa Sudamericana 2016, officiellement Copa Total Sudamericana 2016 pour des raisons de parrainage, est la 15e édition de la Copa Sudamericana, équivalent sud-américain de la Ligue Europa. Le vainqueur se qualifie pour la Copa Libertadores 2017, la Recopa Sudamericana 2017 et pour la Coupe Suruga Bank 2017. 47 clubs sont engagés dans cette édition : le tenant du titre et quatre clubs par fédération nationale, sauf pour les fédérations argentine et brésilienne, qui engagent respectivement six et huit clubs. L'Independiente Santa Fe est le tenant du titre.
La finale est reportée à la suite du crash de l'avion de l'équipe de Chapocoense, le 28 novembre 2016, qui provoque la mort de 71 personnes, dont une grande partie de l'équipe.
En raison de cet événement, l'équipe de l'Atlético Nacional demande à la CONMEBOL de déclarer vainqueur Chapecoense, en guise d'hommage posthume à l'équipe brésilienne décimée. La CONMEBOL accède à cette demande quelques jours plus tard en décernant le titre à Chapecoense, le 5 décembre 2016. Quant à l'Atlético Nacional, il se voit attribuer le « prix du Centenaire de la CONMEBOL au fair-play ».

## Règles
Le format de la compétition est toujours le même et consiste en une série de matchs aller-retour à élimination directe. Les clubs sont départagés ainsi :
- Nombre de buts marqués sur l'ensemble des deux rencontres,
- Nombre de buts marqués à l'extérieur.

En cas d'égalité à la fin du second match, une séance de tirs au but est organisée. Il n'y a pas de prolongations.

## Équipes participantes
| Phase finale | Phase finale | Phase finale | Phase finale | Phase finale | Phase finale | Phase finale | Phase finale | Phase finale | Phase finale | Phase finale | Phase finale | Phase finale | Phase finale | Phase finale | Phase finale |
| --- | --- | ------------ | ------------ | ------------ | ------------ | ------------ | ------------ | ------------ | ------------ | ------------ | ------------ | ------------ | ------------ | ------------ | ------------ |
| - Independiente Santa Fe - Tenant du titre | |              |              |              |              |              |              |              |              |              |              |              |              |              |              |
| Deuxième tour | |              |              |              |              |              |              |              |              |              |              |              |              |              |              |
| - San Lorenzo - Vainqueur de la Coupe d'Argentine 2015 - CA Independiente - Finaliste du barrage de la Copa Libertadores 2016 - CA Belgrano - Vainqueur des barrages pre-Copa Sudamericana 2015 - Estudiantes - Vainqueur des barrages pre-Copa Sudamericana 2015 - Banfield - Vainqueur des barrages pre-Copa Sudamericana 2015 - Lanús - Vainqueur des barrages pre-Copa Sudamericana 2015 | - Cuiabá - Vainqueur de la Copa Verde 2015 - Santa Cruz FC - Vainqueur de la Copa do Nordeste 2015 - SC Recife - Meilleure équipe de Série A ou de Série B éliminé avant les 1/8èmes de finale de la Coupe du Brésil - Flamengo - 2e meilleure équipe de Série A ou de Série B éliminé avant les 1/8èmes de finale de la Coupe du Brésil - Chapecoense - 3e meilleure équipe de Série A ou de Série B éliminé avant les 1/8èmes de finale de la Coupe du Brésil - Coritiba - 4e meilleure équipe de Série A ou de Série B éliminé avant les 1/8èmes de finale de la Coupe du Brésil - Figueirense - 5e meilleure équipe de Série A ou de Série B éliminé avant les 1/8èmes de finale de la Coupe du Brésil - Vitória Bahia - 6e meilleure équipe de Série A ou de Série B éliminé avant les 1/8èmes de finale de la Coupe du Brésil                                                                                           |              |              |              |              |              |              |              |              |              |              |              |              |              |              |
| Premier tour | |              |              |              |              |              |              |              |              |              |              |              |              |              |              |
| - Club Bolívar - Vainqueur du tournoi Clôture 2015 - Jorge Wilstermann - 2e meilleure équipe 2014-2015 non qualifié pour la Copa Libertadores - Blooming - 3e meilleure équipe 2014-2015 non qualifié pour la Copa Libertadores - Real Potosí - 4e meilleure équipe 2014-2015 non qualifié pour la Copa Libertadores - Universidad Católica - Vainqueur de la Liguilla 2015 - O'Higgins - Vainqueur de la Liguilla 2016 - CD Palestino - Meilleure équipe 2015-2016 non qualifié pour la Copa Libertadores - Universidad de Concepción - 2e meilleure équipe 2015-2016 non qualifié pour la Copa Libertadores - Junior - Vainqueur de la Copa Colombia 2015 - Atlético Nacional - Vainqueur de la Superliga Colombiana 2016 - Independiente Medellín - 2e meilleure équipe en 2015 non qualifié pour la Copa Libertadores - Deportes Tolima - 3e meilleure équipe en 2015 non qualifié pour la Copa Libertadores - Club Sport Emelec - Champion d'Équateur 2015 - Universidad Católica - 4e du classement cumulé 2015 - Barcelona SC - 5e du classement cumulé 2015 - Aucas - 6e du classement cumulé 2015 | - Cerro Porteño - Champion du Paraguay 2015 - Club Libertad - 4e du classement cumulé 2015 - Sol de América - 5e du classement cumulé 2015 - Sportivo Luqueño - 6e du classement cumulé 2015 - Real Garcilaso - 4e du Torneo Descentralizado 2015 - Sport Huancayo - 5e meilleure équipe du Torneo Descentralizado 2015 - Deportivo Municipal - 6e meilleure équipe du Torneo Descentralizado 2015 - Universitario de Deportes - 7e meilleure équipe du Torneo Descentralizado 2015 - Peñarol - Champion d'Uruguay 2015-2016 - Plaza Colonia - 4e du classement cumulé 2015-2016 - Montevideo Wanderers - 5e du classement cumulé 2015-2016 - CA Fénix - 6e du classement cumulé 2015-2016 - Deportivo La Guaira - Vainqueur de la Coupe du Venezuela 2015 - Zamora - Vainqueur du championnat 2015 - Deportivo Anzoátegui - Finaliste du Tournoi d'ouverture 2016 - Deportivo Lara - Finaliste de la Coupe du Venezuela 2015 |              |              |              |              |              |              |              |              |              |              |              |              |              |              |

## Compétition

### Premier tour
Lors de celui-ci, les clubs issus des fédérations autre que le Brésil et l'Argentine disputent un premier match aller-retour contre un club d'un pays de leur zone.
| Équipe 1                  | Résultat      | Équipe 2             | Aller | Retour |
| ------------------------- | ------------- | -------------------- | ----- | ------ |
| Universitario de Deportes | 1 - 6         | Emelec               | 0 - 3 | 1 - 3  |
| Aucas                     | 2 - 2e        | Real Garcilaso       | 2 - 1 | 0 - 1  |
| Deportivo Lara            | 2 - 5         | Junior               | 1 - 3 | 1 - 2  |
| Deportes Tolima           | 0 - 1         | Deportivo La Guaira  | 0 - 0 | 0 - 1  |
| Barcelona SC              | 2 - 2 0-3 tab | Zamora               | 1 - 1 | 1 - 1  |
| Independiente Medellín    | 2 - 1         | Universidad Católica | 1 - 1 | 1 - 0  |
| Deportivo Anzoátegui      | 2 - 2e        | Sport Huancayo       | 2 - 1 | 0 - 1  |
| Deportivo Municipal       | 0 - 6         | Atlético Nacional    | 0 - 5 | 0 - 1  |

| Équipe 1                  | Résultat      | Équipe 2             | Aller | Retour |
| ------------------------- | ------------- | -------------------- | ----- | ------ |
| CA Fénix                  | 1 - 2         | Cerro Porteño        | 1 - 0 | 0 - 2  |
| Sportivo Luqueño          | 1 - 1e        | Peñarol              | 0 - 0 | 1 - 1  |
| Universidad de Concepción | 2 - 3         | Club Bolívar         | 2 - 0 | 0 - 3  |
| Real Potosí               | 4 - 2         | Universidad Católica | 3 - 1 | 1 - 1  |
| Blooming                  | 1 - 1 4-1 tab | Plazia Colona        | 1 - 0 | 0 - 1  |
| Sol de América            | 2 - 2 5-4 tab | Jorge Wilstermann    | 1 - 1 | 1 - 1  |
| Montevideo Wanderers      | 0 - 0 5-4 tab | O'Higgins            | 0 - 0 | 0 - 0  |
| CD Palestino              | 4 - 0         | Club Libertad        | 1 - 0 | 3 - 0  |

### Deuxième tour
Lors du deuxième tour, les clubs argentins et brésiliens (à l'exception du champion en titre) entrent en compétition et s'affrontent entre clubs du même pays.
Les qualifiés issus de la première phase s'affrontent à nouveau, un club de la zone Nord rencontrant obligatoirement un club de la zone Sud.
| Équipe 1               | Résultat | Équipe 2             | Aller | Retour |
| ---------------------- | -------- | -------------------- | ----- | ------ |
| Santa Cruz FC          | 1 - 0    | Sport Recife         | 0 - 0 | 1 - 0  |
| Deportivo La Guaira    | 4 - 2    | Emelec               | 4 - 2 | 0 - 0  |
| Cuiabá                 | 2 - 3    | Chapecoense          | 1 - 0 | 1 - 3  |
| Club Bolívar           | 1 - 2    | Atlético Nacional    | 1 - 1 | 0 - 1  |
| Estudiates             | 0 - 2    | Belgrano             | 1 - 0 | 0 - 2  |
| Blooming               | 1 - 3    | Junior               | 0 - 2 | 1 - 1  |
| Figueirense            | 5 - 5e   | Flamengo             | 4 - 2 | 1 - 3  |
| Cerro Porteño          | 7 - 0    | Real Potosí          | 6 - 0 | 1 - 0  |
| Real Garcilaso         | 2 - 3    | CD Palestino         | 2 - 2 | 0 - 1  |
| Zamora                 | 0 - 2    | Montevideo Wanderers | 0 - 1 | 0 - 1  |
| Vitória                | 2 - 2e   | Coritiba             | 2 - 1 | 0 - 1  |
| Sol de América         | 2 - 1    | Sport Huancayo       | 1 - 0 | 1 - 1  |
| Lanús                  | 0 - 3    | CA Independiente     | 0 - 2 | 0 - 1  |
| Banfield               | 3 - 4    | San Lorenzo          | 0 - 2 | 0 - 1  |
| Independiente Medellín | 3 - 2    | Sportivo Luqueño     | 3 - 0 | 0 - 2  |

### Huitièmes de finale
Les quinze clubs qualifiés du deuxième tour ainsi que le tenant du titre, le Club Independiente Santa Fe, se retrouvent en phase finale. La règle des buts marqués à l'extérieur s'applique des huitièmes de finale jusqu'en demi-finale.
| Équipe 1                 | Résultat      | Équipe 2            | Aller | Retour |
| ------------------------ | ------------- | ------------------- | ----- | ------ |
| Independiente Medellín   | 3 - 3         | Santa Cruz FC       | 2 - 0 | 1 - 3  |
| San Lorenzo              | 4 - 1         | Deportivo La Guaira | 2 - 1 | 2 - 0  |
| CA Independiente         | 0 - 0 4-5 tab | Chapecoense         | 0 - 0 | 0 - 0  |
| Sol de América           | 1 - 3         | Atlético Nacional   | 1 - 1 | 0 - 2  |
| Coritiba                 | 3 - 3         | Belgrano            | 1 - 2 | 1 - 2  |
| Montevideo Wanderers     | 0 - 0 4-3 tab | Junior              | 0 - 0 | 0 - 0  |
| CD Palestino             | 2 - 2         | Flamengo            | 0 - 1 | 1 - 2  |
| Independiente Santa Fe T | 3 - 4         | Cerro Porteño       | 2 - 0 | 1 - 4  |

### Quarts de finale
| Équipe 1               | Résultat | Équipe 2          | Aller | Retour |
| ---------------------- | -------- | ----------------- | ----- | ------ |
| Independiente Medellín | 0 - 2    | Cerro Porteño     | 0 - 0 | 0 - 2  |
| Coritiba               | 2 - 4    | Atlético Nacional | 1 - 1 | 1 - 3  |
| San Lorenzo            | 2 - 1    | CD Palestino      | 2 - 0 | 0 - 1  |
| Junior                 | 1 - 3    | Chapecoense       | 1 - 0 | 0 - 3  |

### Demi-finales
| Équipe 1      | Résultat | Équipe 2          | Aller | Retour |
| ------------- | -------- | ----------------- | ----- | ------ |
| Cerro Porteño | 1 - 1    | Atlético Nacional | 1 - 1 | 0 - 0  |
| San Lorenzo   | 1 - 1    | Chapecoense       | 1 - 1 | 0 - 0  |

### Finale
La finale, un temps reportée à une date indéterminée à la suite du crash du Vol 2933 de LaMia Airlines qui a entrainé la mort de nombreux joueurs de l'équipe de Chapecoense, est finalement annulée et le titre est attribué à Chapecoense par la CONMEBOL, après proposition de l'Atlético Nacional.
| Vainqueur de la Copa Sudamericana 2016 |
| -------------------------------------- |
| Drapeau du Brésil                      |
| Chapecoense Premier titre              |